# エニセイ (機雷敷設艦・初代)
エニセイ（Енисей）はロシア帝国海軍の機雷敷設艦。アムール級。

## 艦歴
サンクトペテルブルクのBaltic Worksで建造。1898年起工。1899年5月20日進水。1900年竣工。
日露戦争勃発時は旅順にあった。1904年2月9日、日本海軍は旅順沖のロシア艦隊を攻撃。その直後、「エニセイ」は大連湾機雷封鎖のため派遣された。「エニセイ」は同日夜から11日にかけて機雷敷設を行った。2月11日、「エニセイ」は触雷沈没した。その時の状況は資料によって異なり、浮流機雷2個を処理中に潮流よって自艦の敷設した機雷原へ流れされて触雷し、綿火薬が誘爆して15分で沈没したとも、機雷敷設中に機雷原からの浮流機雷に触れて沈没したとも、漂流し始めた機雷の回避中に自艦の敷設した機雷原へと入ってしまい、触雷して軌条の上にあった機雷8個が誘爆し20分で沈没したとも。艦長ステパーノフ大佐以下95名（96ないし100名）が死亡し、生存者は198名であった。
「エニセイ」沈没は日本の機雷化駆逐艦によるものと誤信され、巡洋艦「ボヤーリン」などが大連湾へ派遣されたが、「ボヤーリン」も触雷して最終的に沈没した。